# Leptognathia dentifera
Leptognathia dentifera är en kräftdjursart som beskrevs av Georg Ossian Sars 1896. I den svenska databasen Dyntaxa används istället namnet Tumidochelia dentifera. Enligt Catalogue of Life ingår Leptognathia dentifera i släktet Leptognathia och familjen Leptognathiidae, men enligt Dyntaxa är tillhörigheten istället släktet Tumidochelia och familjen Colletteidae. Arten är reproducerande i Sverige. Inga underarter finns listade i Catalogue of Life.